# Pettson en Findus
Pettson en Findus (Zweeds: Pettson och Findus) is een jeugdboekenserie van de Zweedse schrijver Sven Nordqvist.
De hoofdpersonages van de boeken zijn een oude boer Pettson en zijn kat Findus die in een kleine gammele boerderij op het platteland wonen. Het eerste boek van Pettson en Findus, getiteld Pannkakstårtan (Pannenkoekentaart) werd gepubliceerd in 1984. De boeken werden voor de eerste maal naar het Nederlands vertaald in 1994. Tot op heden zijn twaalf verhalen gepubliceerd in het Zweeds, een puzzelboek , een liedjesboek en een kookboek. Van de boeken werden wereldwijd meer dan 6 miljoen stuks verkocht en ze zijn vertaald in 35 talen. De personages kregen verscheidene alternatieve namen in de andere landen: Festus & Mercury (VS), Pettersson & Findus (Duitsland), Peddersen & Findus (Denemarken), Pettson & Picpus (Frankrijk) en Pesonen & Viiru (Finland).
Naast de boeken verscheen er ook een 26-delige televisieserie, zeven animatiefilms, computergames, een bordspel en jaarlijks een kerstkalender. In 2000 werd de wereld van Pettson en Findus herschapen op schaalmodel in het Junibacken kindermuseum te Stockholm.

## Boeken
- 1984, Pannkakstårtan (Nederlands: Pannenkoekentaart - 1995)
- 1986, Rävjakten (Nederlands: Vossenjacht - 1995)
- 1988, Stackars Pettson (Nederlands: Arme Pettson - 2005)
- 1988, Pettson får julbesök, prentenboek (Nederlands: Opa Pettson viert kerstmis - 1994)
- 1990, Kackel i grönsakslandet, prentenboek (Nederlands: Gekakel in de moestuin - 2002)
- 1992, Pettson tältar, prentenboek (Nederlands: Pettson gaat kamperen - 2005)
- 1994, Tomtemaskinen (Nederlands: Een kerstman voor Findus - 1995)
- 1996, Tuppens Minut (Nederlands: Snoeshaan - 2001)
- 1998, Pyssla med Findus (Nederlands: Aan de slag met Findus - 2000)
- 2001, När Findus var liten och försvann (Nederlands: Toen Findus klein was - 2001)
- 2011, Hemma hos Pettson och Findus
- 2012, Findus flyttar ut (Nederlands: Findus gaat verhuizen - 2012)
- 2014: Känner du Pettson och Findus?
- 2015: Var är Pettson?

## Films
De boeken werden omgezet in een animatieserie voor televisie en zeven films.
- 1999 - Pettson och Findus - Katten och gubbens år (Nederlands: Pettson & Findus: Het jaar van de kat en zijn baas)
- 2000 - Pettson och Findus - Kattonauten (Nederlands: Pettson & Findus: Brief aan de koning)
- 2005 - Pettson och Findus - Tomtemaskinen (Nederlands: Pettson & Findus: Pettsons belofte)
- 2009 - Pettson och Findus - Glömligheter (Nederlands: Pettson & Findus: Vergetelingetjes)
- 2014 - Pettson och Findus - Roligheter (Nederlands: Pettson en Findus: Een kleine ergernis, een grote vriendschap)
- 2016 - Pettson och Findus - Juligheter (Nederlands: Pettson en Findus: De beste Kerstmis ooit)
- 2018 - Pettson och Findus - Findus flyttar hemifrån (Nederlands: Pettson & Findus: Pettson gaat kamperen)